# Elbit Systems

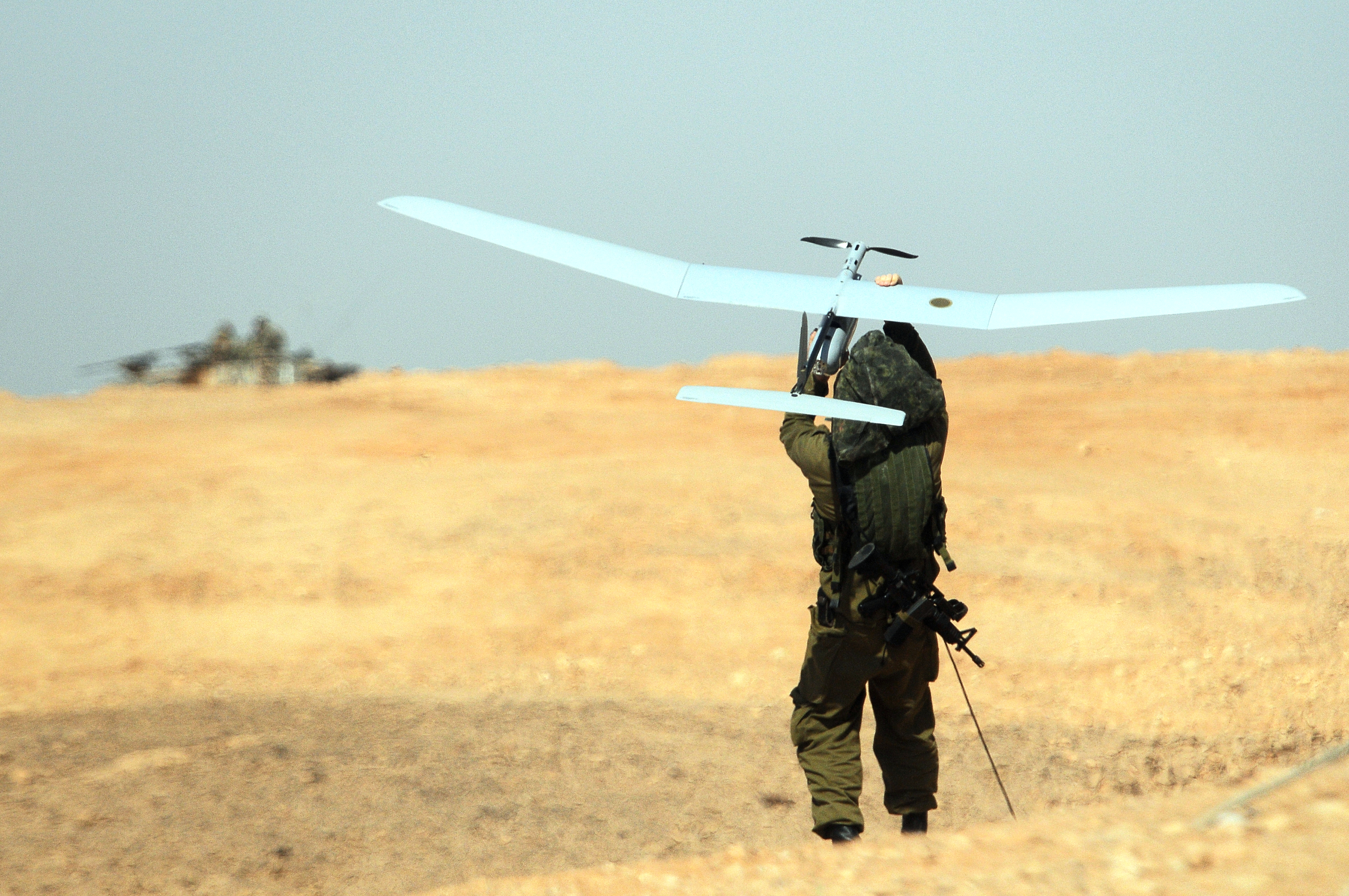
Dronă Elbit Skylark 1

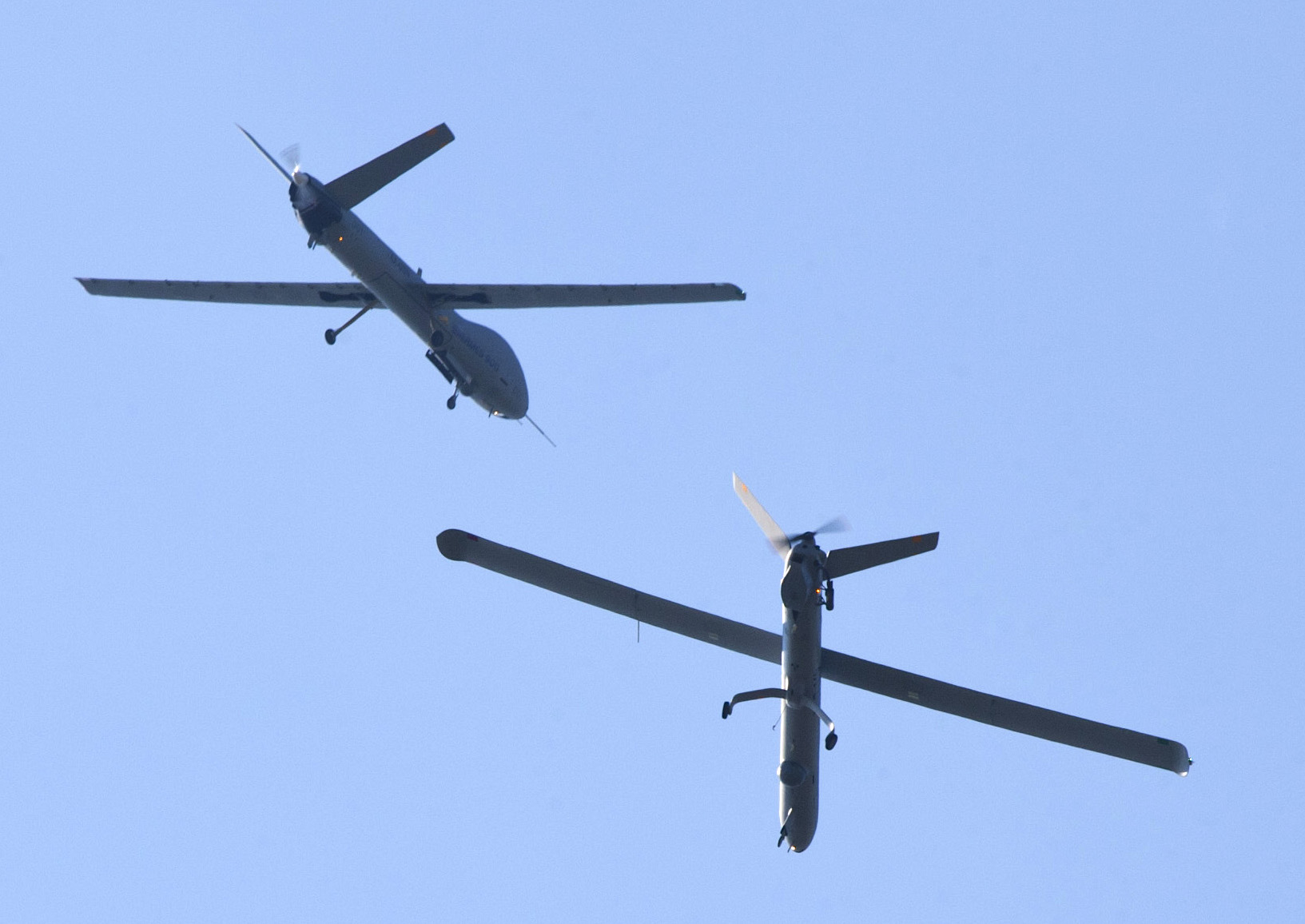
Elbit Hermes 900 și Elbit Hermes 450 vehicule aeriene fără pilot în formație

Elbit Systems Ltd. este o companie internațională producătoare de armament cu sediul în Israel. Fondată în 1966 de Elron, Elbit Systems este furnizorul principal de echipamente terestre și vehicule aeriene fără pilot ale armatei israeliene.
Elbit Systems are și fabrici subsidiare în întreaga lume și își vinde produsele armatelor din diferite țări. 
În 2022, Elbit Systems a raportat că are 18.407 de angajați, cei mai mulți dintre ei în Israel.  Acțiunile Elbit Systems sunt tranzacționate la bursele din Tel Aviv și NASDAQ .

## Istorie
Elbit Systems a fost fondată în 1966 de către Elron Electronic Industries și Ministerul Apărării din Israel, sub numele „Elbit Computers Ltd.”,  pentru a dezvolta computere și echipamente electronice pentru armata israeliană. Primul său produs a fost un minicomputer numit „Elbit 100”. Minicomputerul a fost vândut cu succes pentru uz civil, iar în iulie 1970, compania americană Control Data Corporation a încheiat un acord pentru a achiziționa participația guvernului israelian în „Elbit Computers” pentru 1 milion USD. Control Data Corporation a comercializat și distribuit produsele Elbit Computers în întreaga lume.
În 1978, Elbit a avut o ofertă publică inițială la Bursa de Valori din Tel Aviv și a continuat să dezvolte minicalculatoare, inclusiv un model numit ANAT, care a fost dezvoltat și vândut împreună cu compania germană Nixdorf Computer. La începutul anilor 1980, compania a început să se reorienteze spre electronica de armament și a dezvoltat sisteme și subcomponente, printre altele, pentru avionul de luptă Lavi și pentru tancul Merkava. Compania și-a schimbat și numele la acea vreme din „Elbit Computers Ltd.” la „Elbit Ltd.”, iar Control Data Corporation și-a vândut participația din companie.
În 1996, Elbit a fost divizată în trei companii independente: Elbit Medical Imaging, Elbit Systems și Elbit. Din 1999 până în 2000, Elscint (un alt afiliat al Elron) și Elbit Medical Imaging și-au vândut activitățile de imagistică către General Electric Medical Systems și Picker. Elbit Systems a preluat operațiunile companiei legate de armament. Elbit, care s-a concentrat pe activități de comunicare, a condus consorțiul care a fondat Partner Communications Company în 1999. În 2002, Elbit a fost absorbit de Elron.
În 2000, Elbit Systems a fuzionat cu El-Op (pe atunci controlată de actualul președinte Elbit, Michael Federmann ), creând cea mai mare companie neguvernamentală de electronice de armament din Israel. Elron și-a vândut acțiunile din Elbit Systems pentru aproximativ 197 milioane USD în 2004. În urma fuziunii cu El-Op, Federmann a devenit cel mai mare acționar al grupului combinat. În urma fuziunii, Elbit a achiziționat Elisra, activele Diviziei de sisteme de avioane din Israel Military Industries și Mikal Ltd.  Elbit a anunțat ulterior o ofertă în numerar pentru restul de 12,15% din ITL Optronics Ltd deținuți de public.
În 2006, Elbit a achiziționat 20% din Chip PC Technologies, un dezvoltator și producător de soluții client pentru calculul bazat pe server.  În 2016, Elbit a lansat Everysight, un dezvoltator și producător de ochelari inteligenți cu realitate augmentată pentru bicicliști, fondat în 2016.
În 2016, The Intercept a raportat că, începând cu 2008, Agenția de Securitate Națională a SUA și GCHQ din Regatul Unit au folosit fluxuri live de la dronele Elbit (printre alte echipamente ale forțelor aeriene israeliene) în timp ce acestea erau pilotate în misiuni ale forțelor militare și aeriene israeliene. împotriva țintelor din Gaza, Cisiordania, Siria și Liban.
În noiembrie 2018, Elbit a finalizat achiziția IMI Systems.
În 2022, Elbit a raportat că are un total de 18.407 de angajați, cei mai mulți dintre ei având sediul în Israel.  

### Preocupări etice și dezinvestire
O serie de organizații financiare și de investiții s-au dezinvestit din Elbit.
Pe 3 septembrie 2009, Consiliul de etică al Fondului de pensii guvernamental al Norvegiei a decis să vândă acțiunile fondului în Elbit, datorită furnizării de sisteme de supraveghere pentru bariera israeliană din Cisiordania. La conferința de presă convocată pentru a anunța decizia, ministrul Finanțelor Kristin Halvorsen a declarat „Nu dorim să finanțăm companii care contribuie atât de direct la încălcarea dreptului internațional umanitar”. Ambasadorul Norvegiei în Israel, Hans Jacob Biørn Lian, a fost chemat la o întâlnire la Ministerul de Externe israelian unde i-a fost înmânat un protest la adresa deciziei.
În ianuarie 2010, Danske Bank a adăugat Elbit pe lista companiilor care nu îndeplinesc criteriile din politica sa de investiții sociale responsabile. Un purtător de cuvânt al băncii a remarcat că acționează în interesul clienților săi „ne plasându-și banii în companii care încalcă standardele internaționale”.   Organismul de supraveghere financiar danez DanWatch a plasat Elbit pe lista sa neagră de etică în 2011. În 2014, unul dintre cei mai mari administratori de fonduri de pensii din Danemarca, PKA Ltd, a anunțat că nu va mai lua în considerare investiția în Elbit, declarând că „CIJ a declarat că bariera servește doar scopurilor militare și încalcă drepturile omului ale palestinienilor. Prin urmare, am analizat dacă companiile produc componente concepute la comandă pentru barieră și, prin urmare, au o implicare deosebită în activități represive.” 
În martie 2010, un fond de pensii suedez, nedorind să fie asociat cu companii care încalcă tratatele internaționale, a boicotat Elbit Systems pentru implicarea sa în construcția zidului dintre Cisiordania și Israel. 
În decembrie 2018, HSBC a renunțat la Elbit  în urma achiziției de către Elbit a IMI Systems. HSBC a citat fabricarea de către IMI a bombelor cu dispersie, care a încălcat politica etică a băncii de a nu investi în companii legate de producția sau comercializarea de muniții cu dispersie.
În 2019, Axa a dezinvestit parțial din Elbit Systems, în urma presiunii din partea mișcării Boicot, Dezinvestire și Sancțiuni. Mișcarea a venit după câțiva ani de campanie a ONG-urilor, inclusiv o petiție din aprilie 2018 lansată de SumOfUs, care a primit 140.000 de semnături. Axa și-a „redus în liniște” investițiile în Elbit și băncile israeliene. Axa rămâne indirect investită în Elbit și băncile israeliene printr-o participație fără control în fosta sa filială Alliance Bernstein.

## Produse

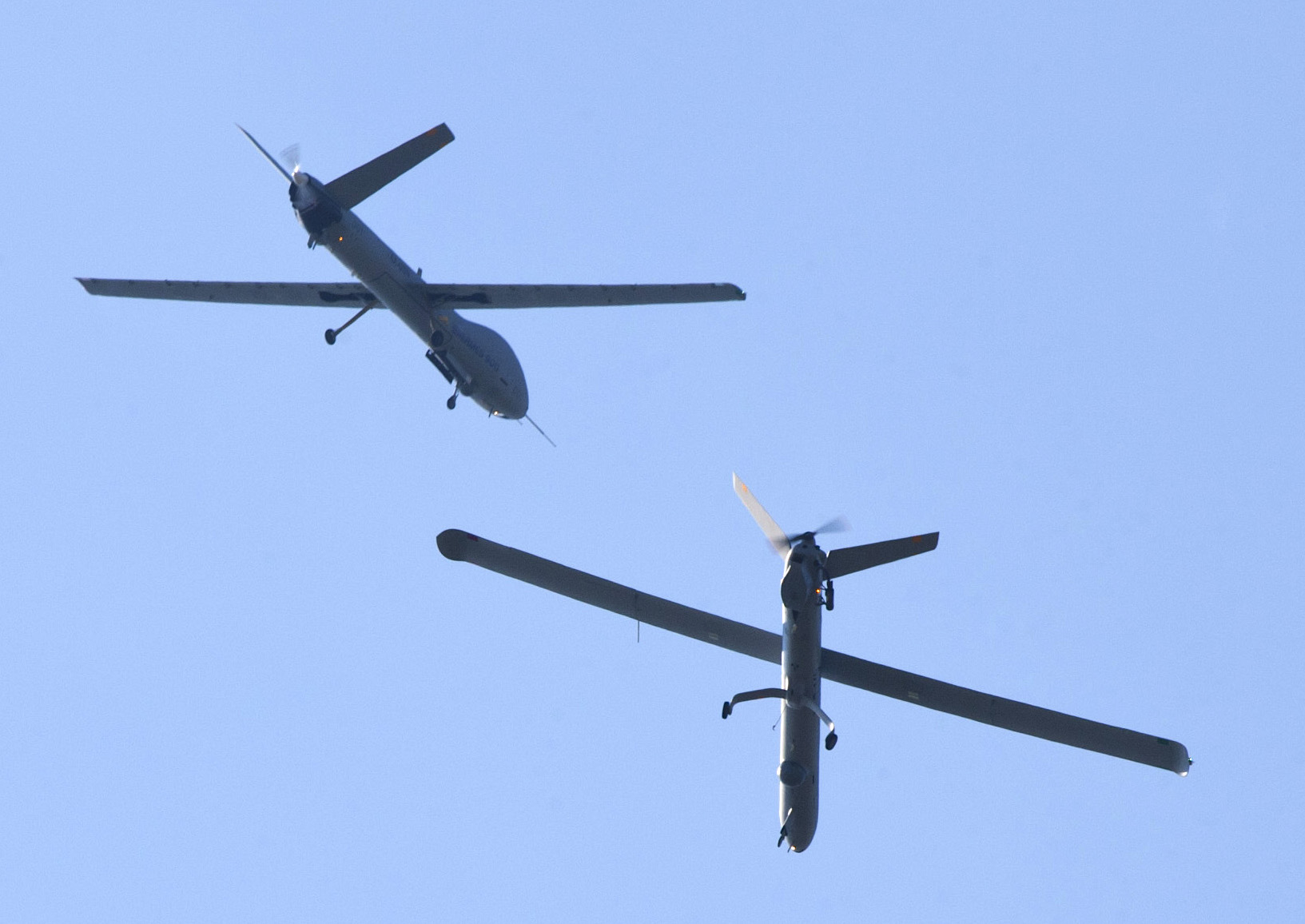
Aeronave fără pilot Elbit Hermes 900 și Elbit Hermes 450 în formație

Elbit Systems și diferitele sale subsidiare furnizează diverse tehnologii militare pentru comandă și control, comunicații, supraveghere și recunoaștere. Compania produce sisteme de aeronave fără pilot (UAS), hardware electro-optic, sisteme de război electronic, sisteme SIGINT și produse radio și de comunicații.